# Rapid Boekarest
Rapid Boekarest (Roemeens: FC Rapid Bucureşti), is een voetbalclub uit Boekarest, Roemenië. De club werd opgericht in 1923 door werknemers van de Grivița-spoorwegwerkplaats.
Het thuisstadion Rapid-Giulești is een modern stadion en werd geopend in 2022. Daarvoor speelde Rapid in het Giuleşti-Valentin Stănescu, dat plaats bood aan 19.100 toeschouwers, en werd ingewijd in 1939. In 2019 werd het gesloopt om plaats te maken voor het nieuwe stadion. Rapid werd driemaal Roemeens kampioen, in 1967, 1999 en 2003, en elfmaal winnaar van de Roemeense beker.
De oorspronkelijke naam was "Căile Ferate Române București" (met CFR = Roemeense Spoorwegen) (1923-1937), vervolgens F.C. Rapid București (1937-1945, en vanaf 2004), C.F.R. București (1945-1950), Locomotiva București (1950-1958), Rapid București (1958-2004), en nu dus weer FC Rapid București. In december 2012 raakte de club in insolventie en veranderde in 2013 en 2014 van eigenaar. In 2015 degradeerde de club uit de Liga 1. In 2016 werd de club kampioen maar werd door financiële problemen teruggezet naar de vijfde klasse. De club baande zich na enkele jaren terug naar de tweede klasse in 2019. In 2021 promoveerde de club terug naar de hoogste klasse.
Het is de oudste van de drie belangrijke Roemeense voetbalclubs: Rapid, Steaua en Dinamo. In Roemenië staat de club bekend als "club van het volk", en om haar sfeermakende publiek.

## Erelijst
- Landskampioen

1967, 1999, 2003
- Roemeense beker

1935, 1937, 1938, 1939, 1940, 1941, 1942, 1972, 1975, 1998, 2002, 2006, 2007
- Roemeense Supercup

1999, 2000, 2003, 2007
- Balkan Cup

1964, 1966
- Mitropacup

Finale: 1940
- Europacup II

Kwartfinale: 1973
- UEFA Cup

Kwartfinale: 2006

## Eindklasseringen
| 2 |

| 2 |

| 10 |

| 13 |

| 16 |

| 1 |

| 14 |

| 16 |

| 4 |

| 6 |

| 2 |

| 3 |

| 2 |

| 1 |

| 13 |

| 11 |

| 8 |

| 14 |

| 13 |

| 17 |

| 1 |

| 11 |

| 7 |

| 4 |

| 4 |

| 4 |

| 3 |

| 8 |

| 2 |

| 1 |

| 2 |

| 4 |

| 3 |

| 1 |

| 3 |

| 3 |

| 2 |

| 4 |

| 3 |

| 8 |

| 7 |

| 4 |

| 4 |

| 8 |

| 2 |

| 16 |

| 1 |

| 1 |

| 1 |

| 1 |

| 6 |

| 2 |

| 9 |

| 5 |

| 6 |

| 5 |

| Liga 1 | Liga 2 | Liga III | Liga IV | Liga V |

Tot 2006/07 stond de Liga 1 bekend als de Divizia A. De Liga 2 als Divizia B en de Liga III als Divizia C.

## In Europa
Rapid Boekarest speelt sinds 1938 in diverse Europese competities. Hieronder staan de competities en in welke seizoenen de club deelnam:
- Champions League (2x)

1999/00, 2003/04
- Europacup I (1x)

1967/68
- Europa League (2x)

2011/12, 2012/13
- Europacup II (3x)

1972/73, 1975/76, 1998/99
- UEFA Cup (11x)

1971/72, 1993/94, 1994/95, 1996/97, 2000/01, 2001/02, 2002/03, 2005/06, 2006/07, 2007/08, 2008/09
- Intertoto Cup (1x)

1997
- Jaarbeursstedenbeker (2x)

1968/69, 1969/70
- Mitropacup (2x)

1938, 1940

## Spelers

### Belgen
- Roberto Bisconti
- Manu Godfroid
- Philippe Leonard
- Urko Pardo

### Nederlanders
- Fred Benson
- Rihairo Meulens

### Roemenen
- Florin Bratu
- Marian Damaschin
- Tiberiu Ghioane
- Bogdan Lobonț
- Costin Lazăr
- Viorel Moldovan
- Daniel Niculae
- Răzvan Raț
- Mircea Rednic
- Daniel Pancu
- Ioan Sabău
- Cristian Săpunaru
- Marius Șumudică

### Overig
- Gláuber
- Júlio César
- Marcel Gecov
- Mark Burke
- Apoula Edel
- Olubayo Adefemi